# Comté de Frio
Le comté de Frio, en anglais : Frio County, est un comté situé dans le sud de l'État du Texas aux États-Unis. Il est nommé d'après la Rivière Frio. Le siège de comté est la ville de Pearsall. Selon le recensement des États-Unis de 2020, sa population est de 18 385 habitants. 
Le comté a une superficie de 2 938 km2, dont 2 935 km2 en surfaces terrestres.